# Canadian Direct Insurance BC Men’s Curling Championship
Canadian Direct Insurance BC Men’s Curling Championship – prowincjonalne mistrzostwa mężczyzn Kolumbii Brytyjskiej w curlingu, zwycięzca występuje jako reprezentacja prowincji na the Brier. Zawody rozgrywane są od 1936. Turniej wcześniej rozgrywany był pod nazwą Safeway Select.

## System gry i kwalifikacje
Obecnie w turnieju rywalizuje ze sobą 10 drużyn, grają ze sobą systemem kołowym.
Do zawodów kwalifikują się:
- Obrońca tytułu mistrzowskiego z poprzedniego roku
- Drużyna z Kolumbii Brytyjskiej z największą liczbą punktów w Canadian Team Ranking System w 1. dniu grudnia danego sezonu
- W regionach Coast i Inteior rozgrywane są po dwa turnieje, z których każdy wyłania 2 drużyny

## Mistrzowie Kolumbii Brytyjskiej
| Rok  | Czwarty         | Trzeci          | Drugi             | Otwierający     | Miasto, klub                                          | Pozycja na the Brier1 |
| ---- | --------------- | --------------- | ----------------- | --------------- | ----------------------------------------------------- | --------------------- |
| 1936 | William Whalen  | Bill Whalen     | J.W. Nation       | W.R. Broatch    | Vancouver, Vancouver Curling Club                     |                       |
| 1937 | R.V. David      | Frank Avery     | Fred Tinling      | George Norgan   | Vancouver, Vancouver Curling Club                     |                       |
| 1938 | William Finlay  | Fred Tinling    | L. Tinling        | William Lesage  | Vancouver, Vancouver Curling Club                     |                       |
| 1939 | Rollie David    | Frank Avery     | R. Wickstrom      | George Law      | Vancouver, Vancouver Curling Club                     |                       |
| 1940 | William Finlay  | Fred Tinling    | N. Williams       | William Lesage  | Vancouver, Vancouver Curling Club                     |                       |
| 1941 | William Finlay  | Rollie David    | L. Tinling        | William Lesage  | Vancouver, Vancouver Curling Club                     |                       |
| 1942 | D. Campbell     | Frank Avery     | R. Henderson      | George Law      | Vancouver, Vancouver Curling Club                     |                       |
| 1943 | Frank Avery     | D. Garnham      | F. Steacy         | R. Dickson      | Vancouver, Vancouver Curling Club                     | x                     |
| 1944 | Scotty Marr     | Nick Sardich    | John Thom         | Ole Olsen       | Nelson, Nelson Curling Club                           | x                     |
| 1945 | Reg Stone       | Pete McIntyre   | Roy Stone         | Scotty Ross     | Trail, Trail Curling Club                             | x                     |
| 1946 | Frank Avery     | Bob Brown       | R. Henderson      | N. Wiginton     | Vancouver, Vancouver Curling Club                     |                       |
| 1947 | French D’Amour  | Bob McGhie      | Fred Wendell      | Jim Mark        | Trail, Trail Curling Club                             |                       |
| 1948 | Frenchy D’Amour | Bob McGhie      | Fred Wendell      | Jim Mark        | Trail, Trail Curling Club                             |                       |
| 1949 | Reg Stone       | W.S. Ross       | Roy Stone         | Hugh Miller     | Trail, Trail Curling Club                             |                       |
| 1950 | E. Cartmell     | Ty Cobb         | Charles Cook      | D. Garnham      | Vancouver, Vancouver Curling Club                     |                       |
| 1951 | A. Chesser      | John Cameron    | Max Gordon        | H. Rothery      | Trail, Trail Curling Club                             |                       |
| 1952 | Reg Stone       | W. Ross         | Roy Stone         | Buzz McGibney   | Trail, Trail Curling Club                             |                       |
| 1953 | Reg Stone       | Roy Stone       | Buzz McGibney     | W. McKay        | Trail, Trail Curling Club                             |                       |
| 1954 | E. Cartmell     | Les Kitson      | J. Dickson        | Reg Fry         | Vancouver, Vancouver Curling Club                     |                       |
| 1955 | Reg Stone       | Roy Stone       | Buzz McGibney     | Hunt McKay      | Trail, Trail Curling Club                             |                       |
| 1956 | H. Jordan       | J. Livingston   | W. Moscovitz      | Don Beattie     | Kimberley, Kimberley Curling Club                     |                       |
| 1957 | Reg Stone       | Roy Stone       | Buzz McGibney     | E. Gordon       | Trail, Trail Curling Club                             |                       |
| 1958 | A. Gutoski      | W. Dunstan      | G. Leibel         | D. Dalziel      | Victoria, Victoria Curling Club                       |                       |
| 1959 | Barry Naimark   | Fred Langen     | Evan Wolfe        | R. Beddoes      | Vancouver, Vancouver Curling Club                     |                       |
| 1960 | Glen Harper     | Harvey Hodge    | Fred Duncan       | V. Kaspick      | Duncan, Duncan Curling Club                           |                       |
| 1961 | Tony Folk       | Jim Killburn    | George Klotz      | Neil Eyben      | White Rock, White Rock Curling Club                   |                       |
| 1962 | Reg Stone       | Roy Stone       | Frency D’Amour    | W. McKay        | Trail, Trail Curling Club                             |                       |
| 1963 | Glen Harper     | Harvey Hodge    | G. Merritt        | V. Kaspick      | Duncan, Duncan Curling Club                           |                       |
| 1964 | Lyall Dagg      | Leo Hebert      | Fred Britton      | Barry Naimark   | Vancouver, Vancouver Curling Club                     |                       |
| 1965 | Jack Arnet      | Terry Miller    | Glen Walker       | S. Jensen       | Victoria,Thunderbird Curling Club                     |                       |
| 1966 | Lynn Mason      | Les McCabe      | Oren Eberg        | A. Thun         | Burnaby, Burnaby Curling Club                         |                       |
| 1967 | Buzz McGibney   | J. Cameron      | T. Feeney         | D. Feeney       | Trail, Trail Curling Club                             |                       |
| 1968 | Bob McCubbin    | Jack Tucker     | Ted Trimble       | Keith Isaac     | Richmond, Richmond Curling Club                       |                       |
| 1969 | Kevin Smale     | Pete Sherba     | P.J. Carr         | R. McDonald     | Prince George, Prince George Curling Club             |                       |
| 1970 | Lyall Dagg      | Barry Naimark   | Leo Hebert        | T. Paulsen      | Vancouver, Vancouver Curling Club                     |                       |
| 1971 | Kevin Smale     | Pete Sherba     | P.J. Carr         | R. McDonald     | Prince George, Prince George Curling Club             |                       |
| 1972 | Bernie Sparkes  | Brock Giles     | Brent Giles       | Brad Giles      | North Vancouver, North Vancouver Curling Club         |                       |
| 1973 | Jack Tucker     | Bernie Sparkes  | Jim Armstrong     | Gerry Peckham   | Richmond, Richmond Curling Club                       |                       |
| 1974 | Jim Armstrong   | Bernie Sparkes  | Gerry Peckham     | Clark Winterton | Richmond, Richmond Curling Club                       |                       |
| 1975 | Frank Beutle    | R. Jones        | D.K. Wood         | R. Partridge    | Penticton, Penticton Curling Club                     |                       |
| 1976 | Bernie Sparks   | Bert Gretzinger | Keiven Bauer      | Al Cook         | Burnaby, Burnaby Curling Club                         |                       |
| 1977 | Roy Vinthers    | Leo Hebert      | Greg Pruden       | Barry Naimark   | Vancouver, Vancouver Curling Club                     |                       |
| 1978 | Bernie Sparks   | Ron Thomson     | Al Cook           | Keiven Bauer    | Vancouver, Vancouver Curling Club                     |                       |
| 1979 | Glen Pierce     | W.Matthewson    | Bruce Davey       | Fuji Miki       | Vancouver, Vancouver Curling Club                     |                       |
| 1980 | Tim Horrigan    | L. Goulden      | Kelly Horrigan    | Dave Smith      | Victoria, Victoria Curling Club                       | 8.                    |
| 1981 | Barry McPhee    | Rob Kuroyama    | Brian Eden        | Grant Young     | Kamloops, Kamloops Curling Club                       | 5.                    |
| 1982 | Brent Giles     | Greg Monkman    | Al Roemer         | Brad Giles      | Vancouver, Vancouver Curling Club                     |                       |
| 1983 | Bernie Sparkes  | Jim Armstrong   | Al Cook           | Keiven Bauer    | Vancouver, Vancouver Curling Club                     |                       |
| 1984 | Bernie Sparkes  | Jim Armstrong   | Ron Thompson      | Jim Heitz       | Vancouver, Vancouver Curling Club                     | 7.                    |
| 1985 | Paul Devlin     | Doug Meger      | Ken Watson        | Dale Reiben     | Vancouver, Vancouver Curling Club                     | 9.                    |
| 1986 | Barry McPhee    | Rob Kuroyama    | Brian Eden        | Dave Schleppe   | Kamloops, Kamloops Curling Club                       |                       |
| 1987 | Bernie Sparkes  | Jim Armstrong   | Monte Ziola       | Jamie Sexton    | Vancouver, Vancouver Curling Club                     |                       |
| 1988 | Ron Thompson    | Glen Hillson    | G. Franklin       | Rob Robinson    | Vancouver, Vancouver Curling Club                     | 6.                    |
| 1989 | Rick Folk       | Bert Gretzinger | Rob Koffski       | Doug Smith      | Kelowna, Kelowna Curling Club                         |                       |
| 1990 | Craig Lepine    | Ross Graham     | Mike Bradley      | G. McEachran    | Vancouver, Vancouver Curling Club                     | 7.                    |
| 1991 | Gerry Kent      | Brian Collinson | Tom Shypitka      | Ken McHargue    | Cranbrook, Cranbrook Curling Club                     |                       |
| 1992 | Jim Armstrong   | Ron Thompson    | Greg Monkman      | Ed Fowler       | New Westminster, Royal City Curling Club              | 7.                    |
| 1993 | Rick Folk       | Pat Ryan        | Bert Gretzinger   | Gerry Richard   | Kelowna, Kelowna Curling Club                         |                       |
| 1994 | Rick Folk       | Pat Ryan        | Bert Gretzinger   | Gerry Richard   | Kelowna, Kelowna Curling Club                         |                       |
| 1995 | Rick Folk       | Pat Ryan        | Bert Gretzinger   | Gerry Richard   | Kelowna, Kelowna Curling Club                         | 6.                    |
| 1996 | Barry McPhee    | Tony Ebert      | Ken Brown         | Bert Hinch      | Kamloops, Kamloops Curling Club                       | 9.                    |
| 1997 | Barry McPhee    | Dave Schleppe   | Ken Brown         | Bert Hinch      | Kamloops, Kamloops Curling Club                       | 7.                    |
| 1998 | Greg McAulay    | Brent Pierce    | Bryan Miki        | Darin Fenton    | New Westminster, Royal City Curling Club              | 5.                    |
| 1999 | Bert Gretzinger | Bob Ursel       | Mark Whittle      | Dave Mellof     | Kelowna, Kelowna Curling Club                         | 8.                    |
| 2000 | Greg McAulay    | Brent Pierce    | Bryan Miki        | Jody Sveistrup  | New Westminster, Royal City Curling Club              |                       |
| 2001 | Dean Joanisse   | Jay Tuson       | Glen Jackson      | Randy Tervo     | Victoria, Victoria Curling Club                       | 10.                   |
| 2002 | Pat Ryan        | Dean Horning    | Kevin MacKenzie   | Rob Koffski     | Kelowna, Kelowna Curling Club                         | 6.                    |
| 2003 | Pat Ryan        | Bob Ursel       | Deane Horning     | Kevin MacKenzie | Kelowna, Kelowna Curling Club                         |                       |
| 2004 | Jay Peachey     | Ron Leech       | Kevin Recksiedler | Brad Fenton     | New Westminster, Royal City Curling Club              |                       |
| 2005 | Deane Horning   | Fred Thomson    | Don Freschi       | Rob Nobert      | Trail, Trail Curling Club Nelson, Nelson Curling Club | 5.                    |
| 2006 | Brian Windsor   | Dennis Graber   | Randy Nelson      | Bill Johnson    | Kamloops, Kamloops Curling Club                       | 7.                    |
| 2007 | Dean Joanisse   | Mike Wood       | Dave Nantes       | Chris Atchison  | Victoria, Victoria Curling Club                       | 8.                    |
| 2008 | Bob Ursel       | Jim Cotter      | Kevin Folk        | Rick Sawatsky   | Kelowna, Kelowna Curling Club                         | 4.                    |
| 2009 | Sean Geall      | Brent Pierce    | Kevin Recksiedler | Mark Olson      | New Westminster, Royal City Curling Club              | 9.                    |
| 2010 | Jeff Richard    | Tom Shypitka    | Tyler Orme        | Chris Anderson  | Kelowna, Kelowna Curling Club                         | 8.                    |
| 2011 | Jim Cotter      | Ken Maskiewich  | Kevin Folk        | Rick Sawatsky   | Kelowna, Kelowna Curling Club                         | 7.                    |
| 2012 | Jim Cotter      | Kevin Folk      | Tyrel Griffith    | Rick Sawatsky   | Kelowna, Kelowna Curling Club                         | 8.                    |
| 2013 | Andrew Bilesky  | Steve Kopf      | Derek Errington   | Aaron Watson    | New Westminster, Royal City Curling Club              | 12.                   |
| 2014 | Jim Cotter      | John Morris     | Tyrel Griffith    | Rick Sawatsky   | Kelowna, Kelowna Curling Club                         |                       |
| 2015 | Jim Cotter      | Ryan Kuhn       | Tyrel Griffith    | Rick Sawatsky   | Kelowna, Kelowna Curling Club                         | x.                    |

1 – puste pole oznacza brak danych
x – the Brier nie odbył się z powodu II wojny światowej

## Reprezentacja Kolumbii Brytyjskiej na the Brier i mistrzostwach świata
Łącznie zespoły z Kolumbii Brytyjskiej wygrywały the Brier 4 razy, 12-krotnie docierały do finałów i przegrywały. 14 razy Kolumbia Brytyjska zdobyła brązowe medale.
Na rozgrywanych od 1959 mistrzostwach świata zawodnicy z Kolumbii Brytyjskiej wystąpili trzy razy, za każdym razem zdobywając złote medale.